# 斉藤林子
斉藤 林子（さいとう りんこ、1961年7月16日 - ）は、日本の女優・歌手。東京都大田区出身。三喜プロモーション所属。

## 来歴・人物
実妹は、女優の斉藤智美（現・斉藤巴美）。二人あわせて「斉藤姉妹」と言われている。林子・智美姉妹とも、誕生月が同じでさらに日にちも近い（林子：7月16日、智美：7月14日）。
演技力に裏付けされたその艶やかな魅力で、着物姿の時代物 から、個性的瞳を生かした悪女路線のサスペンスまで役と幅広いく活動。
テレビドラマ多数出演2時間ドラマのゲスト・主演などで活躍している。
2007年8月22日に、林子・智美姉妹は大木貫輔と、トライアングルデュオを組み、『りん・とも・かんすけ』というユニット名でCDデビューを果たした。
さらに、2008年に『りん＆とも』という姉妹ユニットとなり、2008年3月26日、新曲『誘惑のロマンスII』『過去ばなしII』をリリースした。
その後、2013年に、ユニット名を『りんともシスターズ』に改名し新しいスタートを切った。
さらに、2018年に姉妹ユニットでの所属事務所が㈱三喜プロモーションとなる。
2018年11月21日『りんともシスターズwithマジー（真島茂樹）』として
新しいユニットを誕生させ、『カリビアン・サンバ』『エンドレス・ドリーム』をリリースした。

## 出演

### 映画
- ブルーレイン大阪
- 化石の荒野
- 丑三つの村
- 蛍川
- 白い道
- アートトラッカー伝説
- 夢の女
- TOMOKO
- 修羅がゆく11 名古屋頂上戦争（2000年、東映ビデオ）
- 十三通目の手紙
- 岸和田少年野球団
- 思ったよりも無傷（美保純 監督） ※自主制作
- 少年河内音頭取り物語（田中徳三監督） ※YOSHIMOTO DIRECTOR'S 100
- ヒーローショー（2010年） - 拓也の母

### テレビドラマ
NHK
- 金曜時代劇「腕におぼえあり」（1992年）
- 土曜ドラマ「官僚たちの夏」（1996年）

日本テレビ系列
- 水曜ロードショー「CF愚連隊」（1985年）
- 刑事貴族2 第39話「幸せの向こう側」（1992年） - 内田恵子
- 火曜サスペンス劇場
  - 「緋の川」（1992年）
  - 「灰色無罪」（1993年7月27日）
  - 「松本清張スペシャル 喪失の儀礼」（1994年1月18日） - 藤村竹子
  - 「逃亡結婚」（1995年）
  - 「検事霧島三郎2」（1995年9月5日）
  - 「おかしな夫婦2 雪の諏訪湖山中ケモノ道写真にうつった謎の光る物体」（1996年4月9日）
- 江戸の用心棒II 第4話「人情子連れ芸者」（1995年） - おはん

TBS系列
- 東芝日曜劇場
  - 「秋の流れに」（1981年、CBC）
  - 「あゝ春なのに」（1984年03月18日、RKB）
- 水戸黄門 第16部 第8話「仇討ち焼蛤幽霊旅籠-桑名-」（1986年6月16日） - お百合
- 水曜ドラマスペシャル「みちのくハネムーン殺人事件」（1987年8月5日）
- ドラマ30
  - 「命の旅路」（1992年11月 - 1993年1月）
  - 「夕空晴れて」（CBC）
  - 「湯けむりウォーズ〜女将になります〜」（2005年4月〜5月） - 大塚友乃
- 月曜ドラマスペシャル
  - 「徳田刑事シリーズ1 黒い履歴書」（1993年7月12日）
  - 「徳田刑事シリーズ2 追跡のオホーツク」（1994年7月25日）
  - 「京都映画撮影所殺人事件」（1995年1月23日）
- 月曜ミステリー劇場「森村誠一サスペンスシリーズ3 路（みち） 真鶴の海が呼ぶ連続殺人」（2003年7月21日）

フジテレビ系列
- 炎の超人メガロマン（1979年） ※デビュー作品
- 平岩弓枝ドラマシリーズ「花祭」（1982年）
- ホテルウーマン（1991年）
- ママたちの受験戦争（1991年）
- 年末時代劇スペシャル「忠臣蔵 風の巻　雲の巻」（1991年12月13日）
- 八丁堀捕物ばなし 第2シリーズ 第3話「二つの絆」（1996年） - 大店(おだな)の妾(めかけ) 役
- 鬼平犯科帳 第5シリーズ 第5話「消えた男」（1994年） - お杉
- 御家人斬九郎 第4シリーズ 第1話「おふくろ」（1999年） - お駒
- 金曜エンタテイメント「せつない探偵柚木草平の殺人レポート2 －初恋よ、さよならの、キスをしよう―」（1996年12月13日）
- はるちゃん 第6シリーズ （2002年）

テレビ朝日系列
- 西部警察 PART-II 第32話「狙われたシンデレラ」（1983年1月23日）
- 土曜ワイド劇場
  - 「横溝正史の真珠郎」※小野寺昭版（1983年10月8日） - 真珠郎
  - 「京都妖怪地図3〜鳥辺山に棲む800歳の女子大生」（1985年8月17日） - 女子大生・すず子（鳥辺山に棲む800年前の女官の化身）
  - 「京都妖怪地図4〜河原町に棲む四百歳の不倫女医」（1986年8月16日） - 中野清美
  - 「女ふたり捜査官スペシャル」（1986年）
  - 「アルプス秘湯推理旅行」（1990年） - 吉池麻土香
  - 「桜子は帰ってきたか」（1991年）
  - 「夜の街殺人事件2 銀座〜水上温泉、湯けむりに消えた女」（1992年2月8日）
  - 「探偵・神津恭介の殺人推理11　密室から消えた美女　2-1=1が怪しい!?」（1992年9月5日） - 原島陽子
  - 「殺人トリックを盗んだ女」（1993年7月31日）
  - 「石狩川殺人水系」（1994年1月29日）
  - 「松本清張スペシャル 状況曲線」（1994年11月16日） - 沢田美代子
  - 「離婚したい女たち」（1995年6月3日）
  - 「人狩り就職戦線殺人事件」（1995年）
  - 「離婚したい女たち」（1995年）
  - 「牟田刑事官事件ファイル22 関門海峡」（1996年11月9日）
  - 「作家 小日向鋭介の推理日記1 闇に潜む殺意」（1997年8月23日）
  - 「牟田刑事官事件ファイル27 横浜－米子連続殺人!」（1999年10月9日）
  - 「混浴露天風呂殺人事件22　東京〜長崎〜雲仙温泉」（2002年12月21日）
- ザ・ハングマン
  - ハングマンII 第23話「女帝と社長の色と欲! ニセ密宝展を暴け」（1982年）
  - 新・ハングマン 第6話「恋を引き裂く愛人バンク」（1983年） - 西岡
  - ザ・ハングマンV 第9話「金塊に化けたヘソクリ200億を追え!」（1986年）
  - ハングマンGOGO 第6話「悪徳刑事 あぶない物語!」（1987年） - 藤井リエ
- 赤かぶ検事奮戦記IV 第2話「桃色レター裁判」（1985年11月22日）
- 必殺仕事人V 第26話「主水、下町の玉三郎と出会う」（1985年） - お島
- 必殺仕事人V・旋風編 第6話「主水バースになる」（1987年1月7日）
- 若大将天下ご免!（1987年3月〜12月）
- 火曜スーパーワイド
  - 「ドジ添乗員物語」（1989年4月11日）
  - 「美人ツアコン婚前旅行殺人事件」（1990年）
- 火曜ミステリー劇場「伊豆天城越え殺人山脈」（1991年）
- 「京都迷宮案内シリーズ
- はぐれ刑事純情派
  - 第4シリーズ 第11話 「母の涙 浜千鳥を歌う女」(1991年6月12日） - 工藤友子
  - 第11シリーズ 第25話「疑惑の間違い電話!? 忘れられた女」（1998年9月11日）
  - 第12シリーズ 第25話「死体は整形していた!? 夫をほめる女!」（1999年9月15日） - 大森愛子 役
- 暴れん坊将軍VI 第45話「涙を抱いた花乙女」（1995年） - おしま
- 特捜最前線
- 重甲ビーファイター 第8話 「お願い!! 魔法石」 （1995年） - トオルの母

テレビ東京系列
- ドラマ・女の手記「夫を交換した妻たちの体験」（1987年6月1日）
- 月曜・女のサスペンス
  - 「推理・受賞作サスペンス　闇に光る」（1989年7月3日）
  - 「ひと夏の誘拐　新宿〜八ヶ岳湯けむり逃避行」（1992年9月7日）
- 大江戸捜査網 第707話「面影の女 隠密同心が消えた!」（1992年）
- 姫将軍大あばれ 第19話「鉄火女の子守歌」（1995年4月〜1996年3月）
- 水曜ミステリー9
  - 「夏樹静子サスペンス　目撃〜ある愛のはじまり〜　北鎌倉豪邸殺人事件!」（2001年2月28日） - 久藤初江
  - 「内田康夫サスペンス 信濃のコロンボ事件ファイル13『盲目のピアニスト』」（2006年12月13日）

### バラエティ
- 一枚の写真（フジテレビ）
- いい旅・夢気分スペシャル（テレビ東京）
- 特選・ぶらり旅（テレビ東京）
- ふれあい出会い旅（テレビ東京）

### 舞台
- 夫婦善哉（宮川大助花子劇団全国巡業）
- 宵待草（舟木一夫公演、1999年新橋演舞場）
- おけら火京の灯 初春呼ぶ火（2001年新歌舞伎座）

## ディスコグラフィー

### りん＆とも名義
| 発売日         | 規格品番   | 面 | タイトル                 | 作詞       | 作曲     | 編曲       |
| -------------- | ---------- | -- | ------------------------ | ---------- | -------- | ---------- |
| バップレコード |            |    |                          |            |          |            |
| 2007年8月22日  | VPCA-82505 | 1  | 誘惑のロマンス           | 建石一     | 西つよし | 川端マモル |
| 2007年8月22日  | VPCA-82505 | 2  | 過去（むかし）ばなし     | いとう彩   | 三原聡   | 川端マモル |
| 2007年8月22日  | VPCA-82505 | 3  | 雨の城ヶ崎               | 桐山小夜子 | 増田幸造 | 川端マモル |
| 2008年3月26日  | VPCA-82521 | 1  | 誘惑のロマンスII         | 建石一     | 西つよし | 川端マモル |
| 2008年3月26日  | VPCA-82521 | 2  | 過去（むかし）ばなしII   | いとう彩   | 三原聡   | 川端マモル |
| 2010年6月23日  | VPCA-82557 | 1  | 悪魔が好きよ             | 礼恭司     | 深野義和 | 西村幸輔   |
| 2010年6月23日  | VPCA-82557 | 2  | ハチのムサシは生きていた | 礼恭司     | 深野義和 | 西村幸輔   |

### りんともシスターズ名義
| 発売日                     | 規格品番   | 面 | タイトル             | 作詞     | 作曲     | 編曲     |
| -------------------------- | ---------- | -- | -------------------- | -------- | -------- | -------- |
| テイチクエンタテインメント |            |    |                      |          |          |          |
| 2013年5月22日              | TECA-12447 | 1  | 情熱の砂漠           | 山上路夫 | 加瀬邦彦 | 田代修二 |
| 2013年5月22日              | TECA-12447 | 2  | 情熱のアレグロ       | 二宮康   | 田村武也 | 田村武也 |
| 徳間ジャパン               |            |    |                      |          |          |          |
| 2018年11月21日             | TKCA-91125 | 1  | カリビアン・サンバ   | 石原信一 | 佐瀬寿一 | 矢田部正 |
| 2018年11月21日             | TKCA-91125 | 2  | エンドレス・ドリーム | 石原信一 | 佐瀬寿一 | 矢田部正 |